# 王傅 (正德進士)
王傅（1486年—？），字孟學，金吾右衛人，軍籍，明朝政治人物、正德十六年（1521年）第三甲赐進士第。

## 生平
正德十一年（1516年）丙子科順天府鄉試第十九名舉人。正德十六年（1521年）中式辛巳科會試第三百十九名，登第三甲第一百八十二名進士。授山东乐安县知县，擢工部主事。嘉靖十六年九月，升工部郎中王傅为陕西布政使司右参议，二十年正月考察，以贪污不职被罢官。

## 家族
曾祖王安；祖父王洪；父王琦，曾任府同知。前母楊氏；前母何氏；前母梅氏；母李氏。慈侍下。兄傑、倫（義官）、佐、佑。